# Wladimir Alexandrowitsch Pissarski
Wladimir Alexandrowitsch Pissarski (russisch Владимир Александрович Писарский; * 27. Februar 1996 in Simferopol als Wladimir Alexandrowitsch Sytschewoi, russisch Владимир Александрович Сычевой, ukrainisch Володимир Олександрович Сичевой Wolodymyr Oleksandrowytsch Sytschewoj) ist ein russisch-ukrainischer Fußballspieler.

## Karriere

### Verein
Pissarski spielte bis 2016 bei KFU Simferopol. Zur Saison 2016/17 wechselte er zu Krymtepliza Molodjoschnoje in die höchste Krim-Liga. Dort spielte er über vier Jahre, ehe er im Oktober 2020 aufs russische Festland zum Zweitligisten Irtysch Omsk wechselte. In Omsk debütierte er im selben Monat gegen Akron Toljatti in der Perwenstwo FNL. Bis zum Ende der Saison 2020/21 absolvierte er 25 Zweitligapartien, in denen er fünf Tore erzielte. Mit Irtysch stieg er aber aus der zweithöchsten Spielklasse ab.
Pissarski blieb allerdings der Liga erhalten und wechselte zur Saison 2021/22 zum FK Orenburg. Für Orenburg spielte er bis Saisonende 30 Mal in der FNL und erzielte sechs Tore, mit dem Klub stieg er zu Saisonende in die Premjer-Liga auf. Im Juli 2022 gab er dann gegen Krylja Sowetow Samara sein Debüt in der höchsten Spielklasse. Bis zur Winterpause gelangen ihm 14 Tore in 15 Partien im Oberhaus.
Im Januar 2023 schloss Pissarski sich dem Ligakonkurrenten Krylja Sowetow Samara an. Für Samara spielte er bis Saisonende elfmal in der Premjer-Liga, Tor gelang ihm aber kein weiteres. In der Saison 2023/24 erzielte er drei Treffer in 18 Einsätzen. Nach einem weiteren Einsatz zu Beginn der Saison 2024/25 wurde Pissarski im August 2024 an Zweitligist FK Sotschi verliehen.

### Nationalmannschaft
Pissarski debütierte im November 2022 in einem Testspiel gegen Tadschikistan für die russische A-Nationalmannschaft.

## Persönliches
Der in Simferopol auf der Krim geborene Pissarski erhielt nach der Annexion der Krim 2014 durch Russland einen russischen Pass. Im Dezember 2022 änderte er seinen Geburtsnamen Sytschewoi auf Pissarski in Anlehnung an seinen Stiefvater.